# Theodor-Heuss-Platz
Der Theodor-Heuss-Platz (von den Anwohnern Theo genannt) ist ein öffentlicher Platz im Berliner Ortsteil Westend des Bezirks Charlottenburg-Wilmersdorf. Benannt ist er nach dem ersten Bundespräsidenten Deutschlands Theodor Heuss. Unter dem Platz befindet sich der U-Bahnhof Theodor-Heuss-Platz.

## Geschichte
Der Platz wurde von 1904 bis 1908 im Rahmen der Bebauung Neu-Westends als Schmuckplatz angelegt und erhielt den Namen Reichskanzlerplatz. Anfangs war der Platz noch unbebaut, neben dem seinerzeit neu errichteten U-Bahnhof befand sich lediglich am Nordostende die um 1890 im Stil eines Märchenschlosses erbaute Villa Tanneck. Bis zum Ersten Weltkrieg wurde sie als Mädchenpensionat genutzt.
Am 21. April 1933 wurde der Platz in Adolf-Hitler-Platz umbenannt. Bei den Planungen Hitlers und seines Baumeisters Albert Speer, Berlin in eine „Welthauptstadt Germania“ umzuwandeln, war der Platz als Westende der Ost-West-Achse vorgesehen. Die für den Platz projektierten Monumentalbauten, unter anderem ein Denkmal von Benito Mussolini, wurden allerdings nie fertiggestellt. Dabei war auch eine Umbenennung in Mussoliniplatz vorgesehen. Ein zentralerer projektierter Platz nahe dem Reichstagsgebäude sollte dafür nach Hitler benannt werden. Am 31. Juli 1947 bekam er offiziell seinen ursprünglichen Namen Reichskanzlerplatz zurück. Sechs Tage nach dem Tod von Theodor Heuss, dem ersten deutschen Bundespräsidenten, erhielt der Platz am 18. Dezember 1963 seinen heutigen Namen.

## Lage
Über Kaiserdamm, Bismarckstraße und Straße des 17. Juni ist der Theodor-Heuss-Platz in einer direkten Linie sowohl mit dem Ernst-Reuter-Platz, mit der Siegessäule, dem Brandenburger Tor als auch dem Boulevard Unter den Linden verbunden. Die Achse wird in Richtung Westen durch die Heerstraße gradlinig fortgesetzt.

## Gebäude
Markante Bauwerke sind das zwischen 1928 und 1930 nach Entwürfen von Heinrich Straumer, dem Architekten des nahegelegenen Berliner Funkturms, im Stil der Neuen Sachlichkeit erbaute Amerikahaus am Südrand des Platzes. Das zur Heerstraße hin gelegene Amerikahaus wurde nach dem Zweiten Weltkrieg von der britischen Besatzungsmacht unter dem Namen Summit House als Gebäude genutzt. Heute beherbergt es das Kabarett Die Wühlmäuse und eine Außenstelle des Bundesministeriums des Innern, für Bau und Heimat. Im Amerikahaus waren seit 1937 die Studios des Fernsehsenders Paul Nipkow untergebracht. Östlich des Amerikahauses befindet sich ebenfalls am Südrand des Platzes das Deutschlandhaus, in dem u. a. von Mitte der 1950er bis Anfang der 1970er Jahre die Fernsehstudios des Senders Freies Berlin (SFB) untergebracht waren.
An der Nordseite des Platzes mietete Magda Quandt nach der Trennung von ihrem ersten Ehemann ab 1929 eine Wohnung.
Im Jahr 1970 wurde das am Ostrand des Platzes gelegene 18-geschossige Fernsehzentrum fertiggestellt, in das der SFB einzog. Nachfolger des SFB ist seit 1. Mai 2003 der Rundfunk Berlin-Brandenburg (RBB). In unmittelbarer Nähe des Platzes befindet sich in der Masurenallee das 1930 erbaute Haus des Rundfunks. Es ist der Hauptsitz des RBB. Direkt gegenüber liegt das Berliner Messegelände.

## Denkmale und Kunstwerke
Auf dem Theodor-Heuss-Platz brannte von 1955 bis 2022 die Ewige Flamme als Denkmal für die Opfer von Flucht und Vertreibung. Der Kulturausschuss des Deutschen Bundestages empfahl, den Erhalt des 1955 errichteten Denkmals (damals von den Landsmannschaften der deutschen Heimatvertriebenen initiiert) als gesamtstaatliche Aufgabe zu sehen. Die Flamme wird von der Gasag unterhalten und finanziert. Im Juli 2019 wurden Schäden an den Leitungen festgestellt; zur Durchführung der Reparaturen wurde die Flamme gelöscht, sollte aber bis zum Tag der Heimat am 31. August wieder in Betrieb gehen. An diesem Tag erfolgt die traditionelle Kranzniederlegung an dem Mahnmal. Die ewige Flamme wurde durch die GASAG AG am 30. September 2022 infolge des Ukrainekrieges gelöscht. Zwei Wochen später wurde die Flamme auf Betreiben von Franziska Giffey wieder entzündet. Der Energieverbrauch der Flamme beträgt 210 MWh im Jahr.
Seit 1995 steht auf dem Theodor-Heuss-Platz auch die Brunnenskulptur Blauer Obelisk der Berliner Künstlerin Hella Santarossa.
Am Ostrand des Platzes, gegenüber der Einmündung der Masurenallee, wurde 1989 das aus zwei Skulpturen bestehende Ensemble Zwei Köpfe des Bildhauers Rainer Kriester aufgestellt. Es besteht aus der weißen Skulptur Großer verschnürter Kopf und ihrem schwarzen Gegenüber Großes Berliner Kopfzeichen.

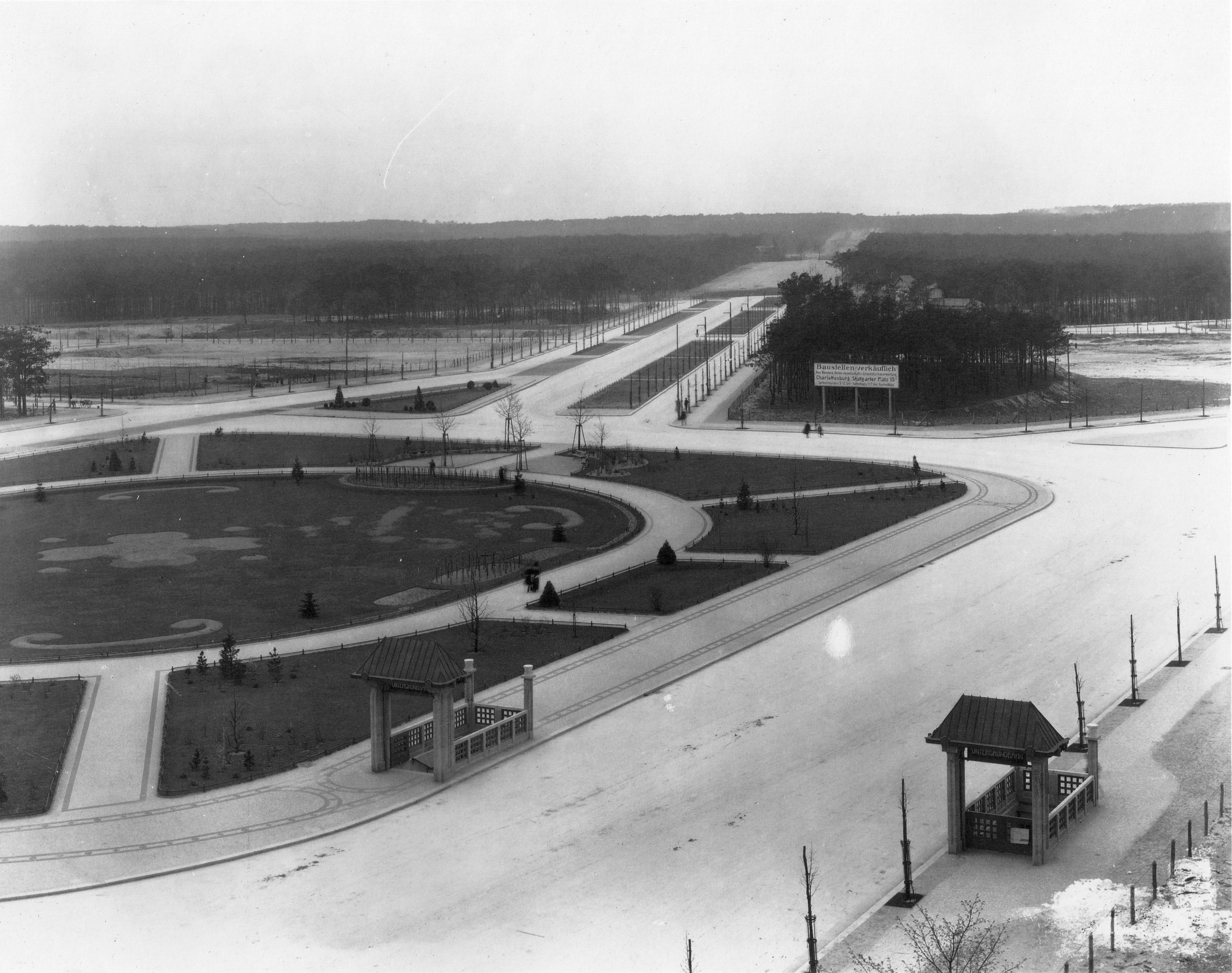
Reichskanzlerplatz, 1907
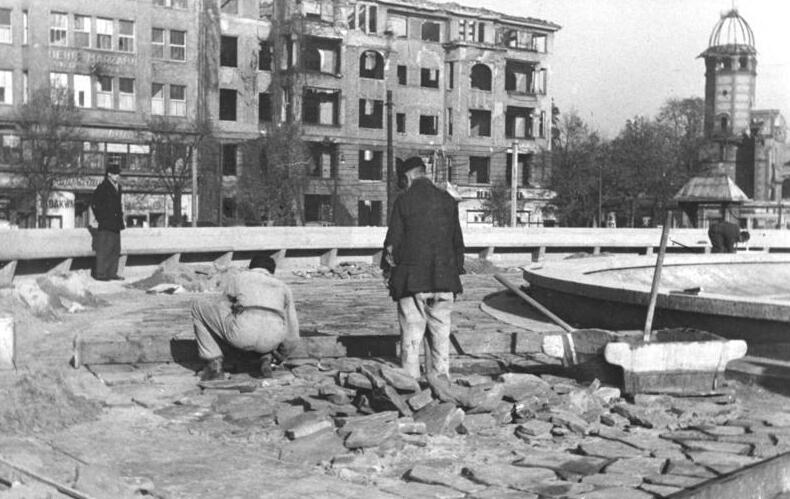
Kriegsschäden auf der Nordseite des Reichskanzlerplatzes, im Hintergrund rechts die Ruine der Villa Tanneck, 1948
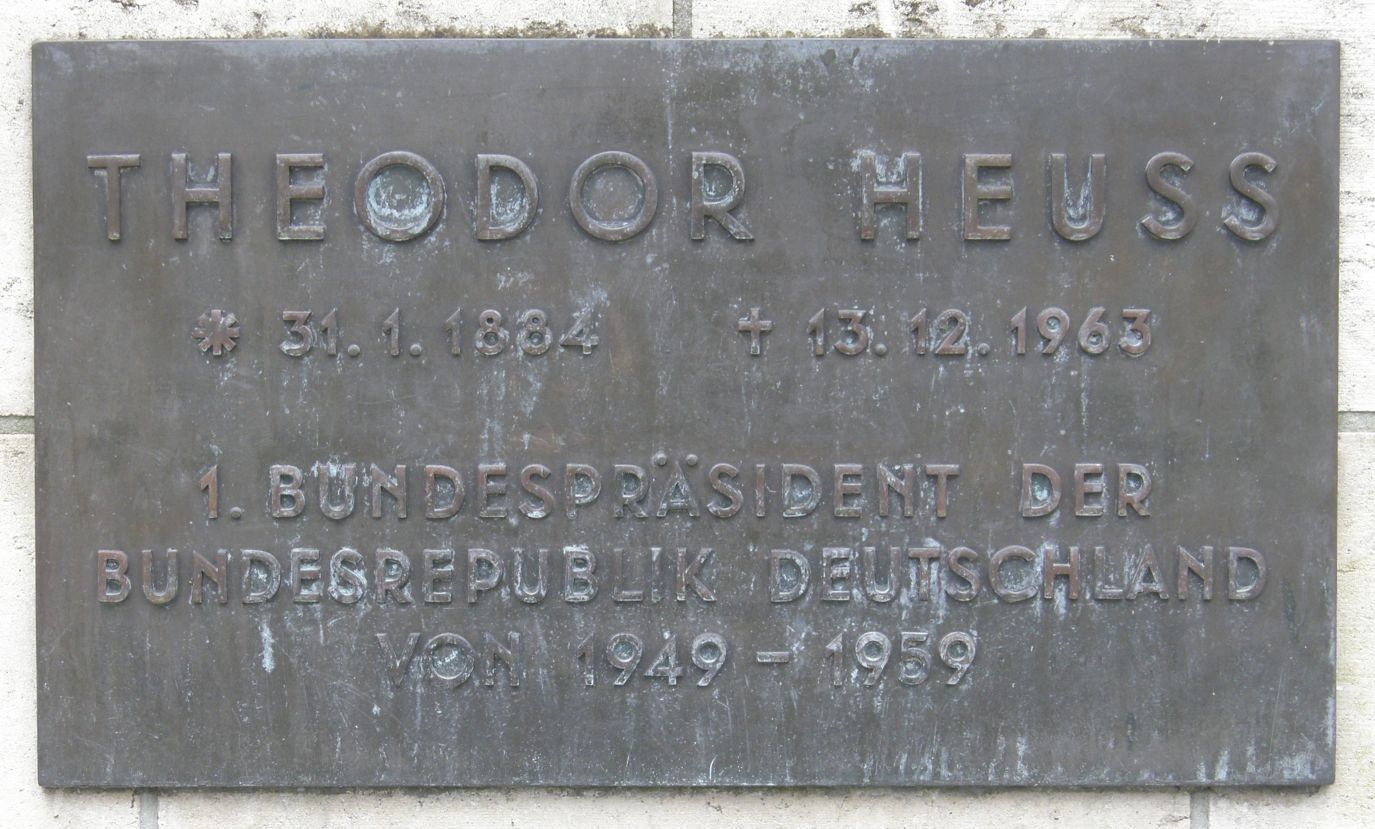
Gedenktafel anlässlich der Umbenennung nach Theodor Heuss
Straßenbahnzug der Linie 75 am Theodor-Heuss-Platz, im Hintergrund steht der Funkturm, 1964
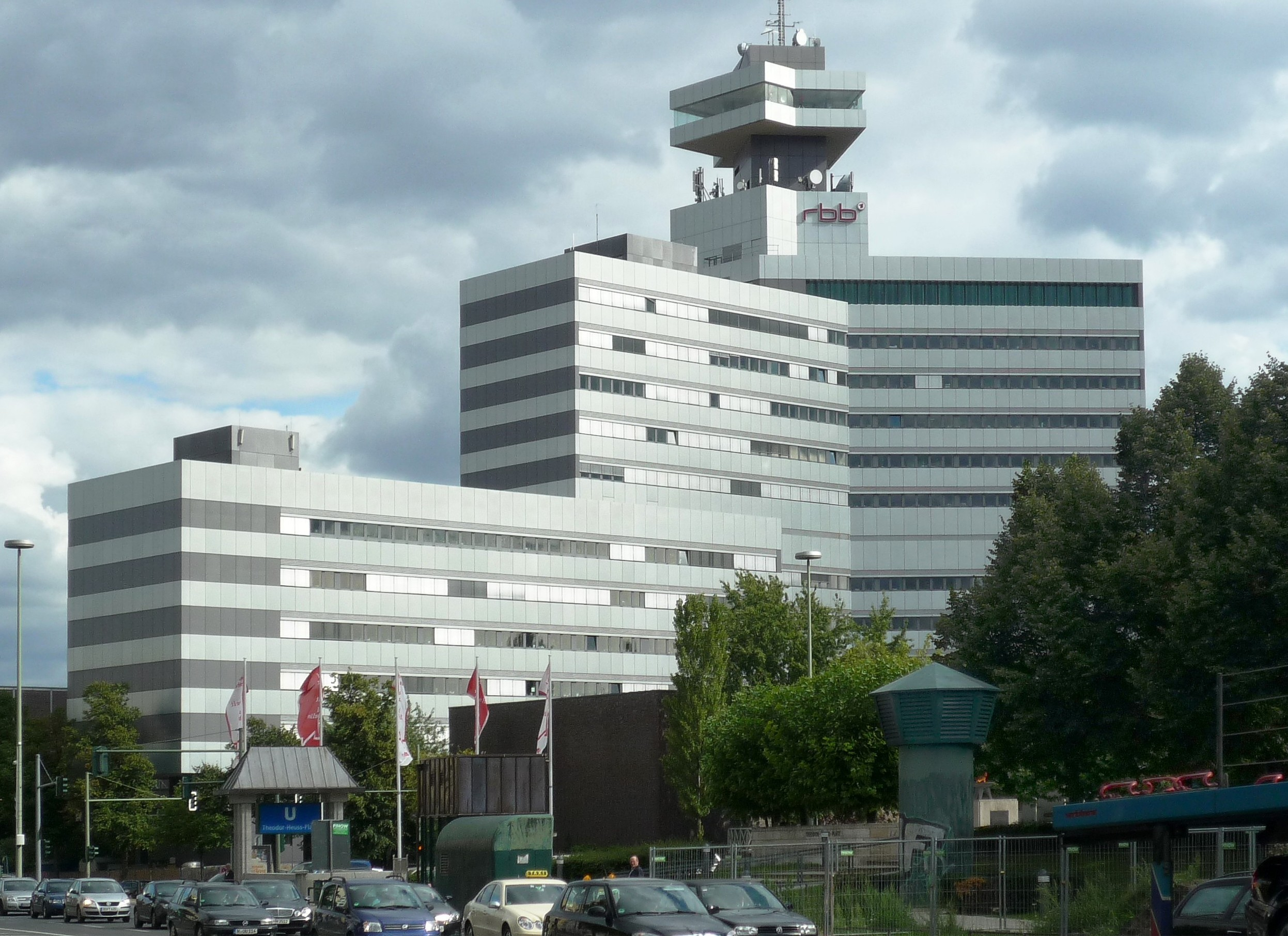
Fernsehzentrum des Rundfunk Berlin-Brandenburg
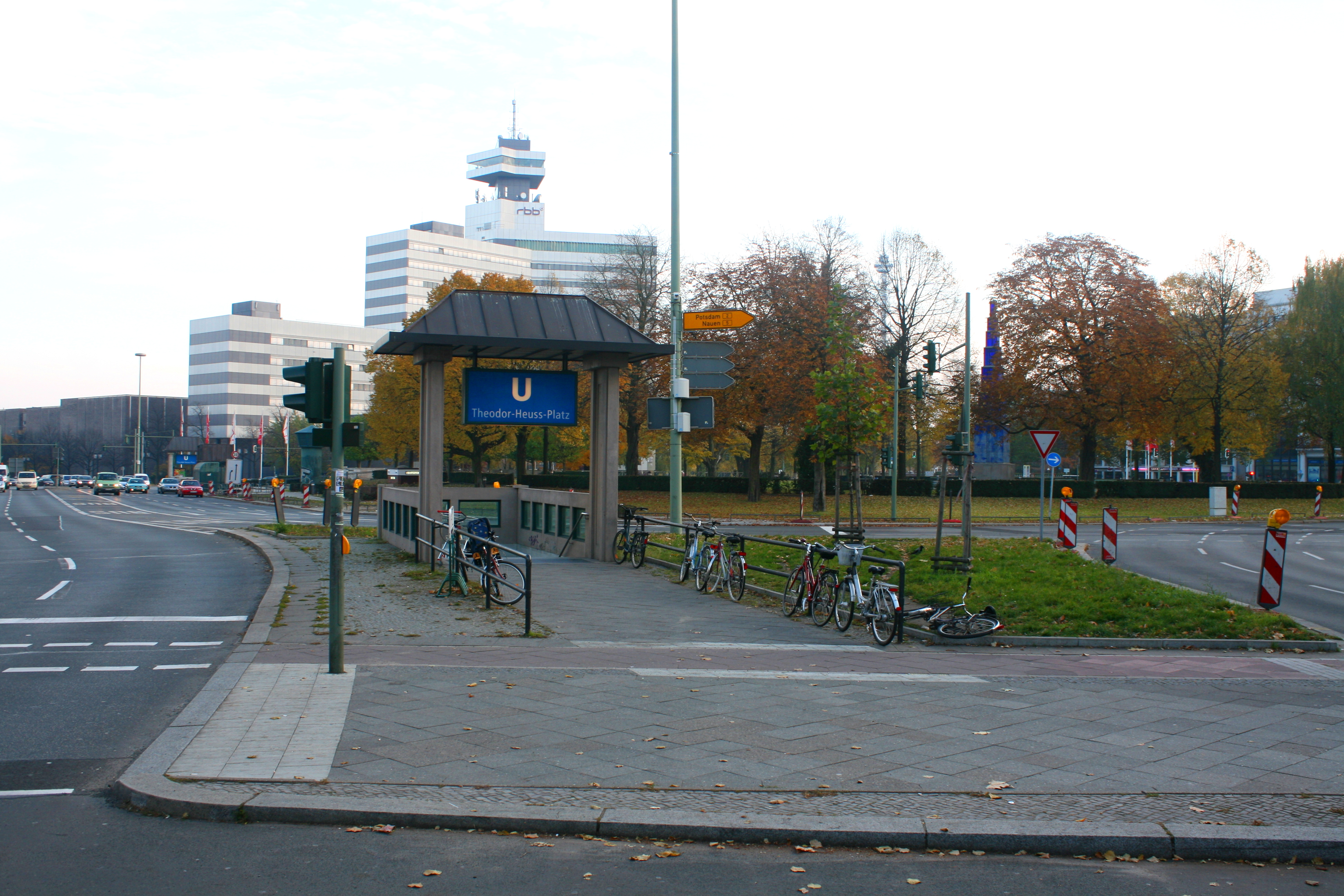
Blick von der Reichsstraße über den Theodor-Heuss-Platz mit dem Fernsehzentrum des Rundfunks Berlin-Brandenburg im Hintergrund
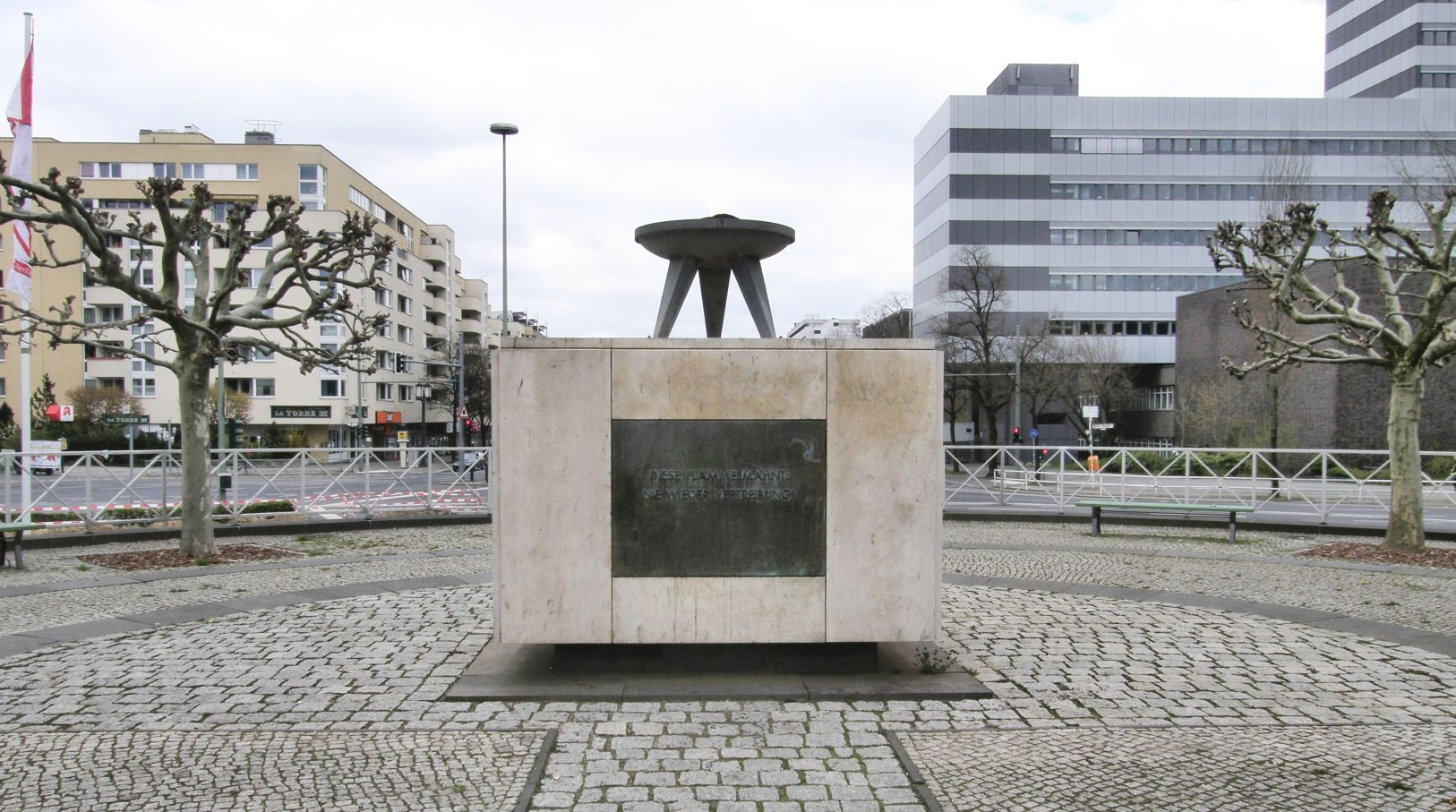
Ewige Flamme
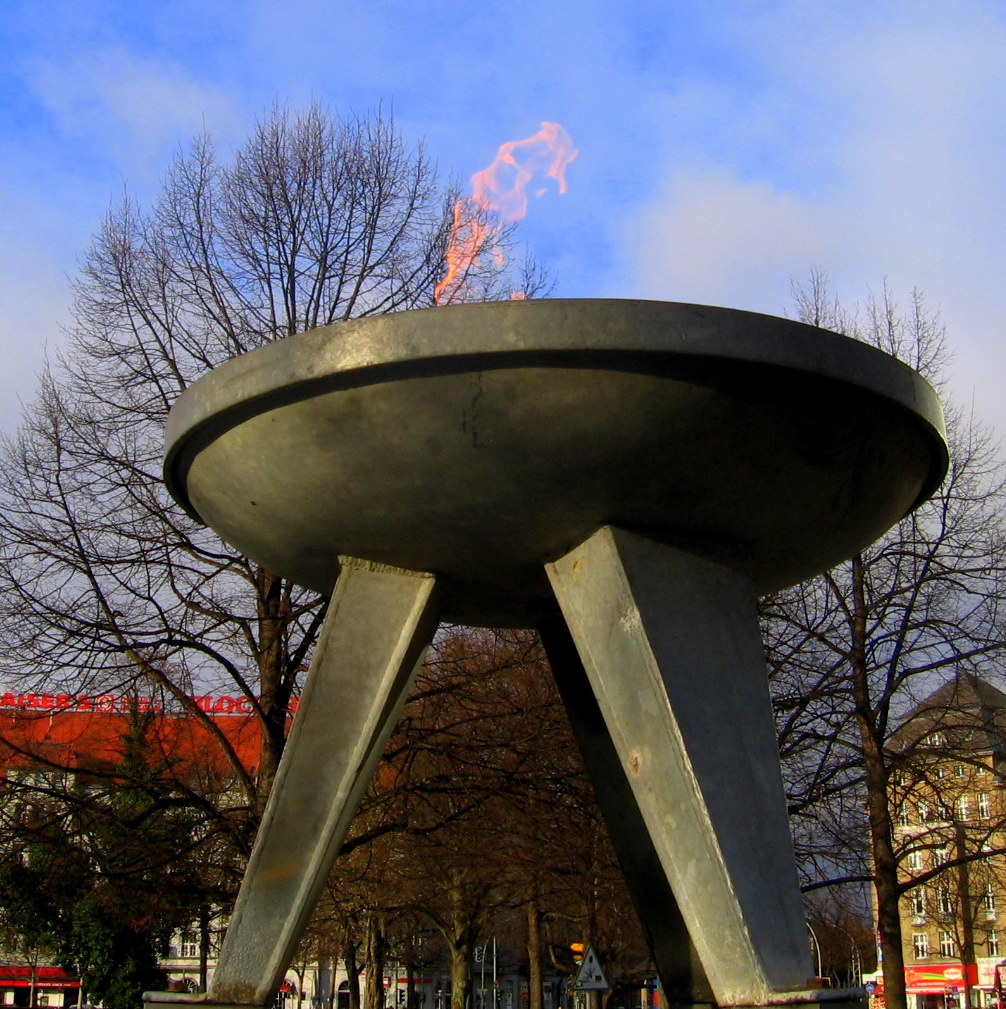
Ewige Flamme
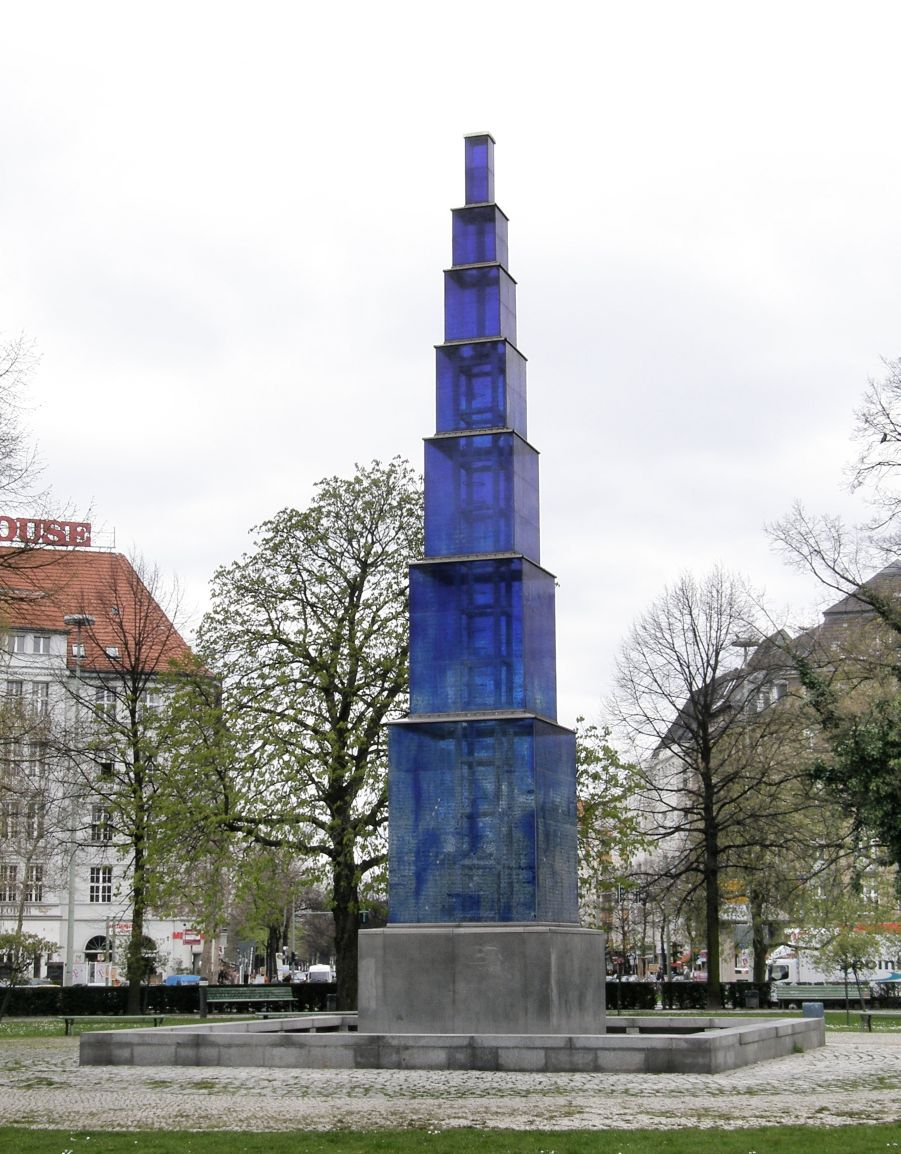
Blauer Obelisk
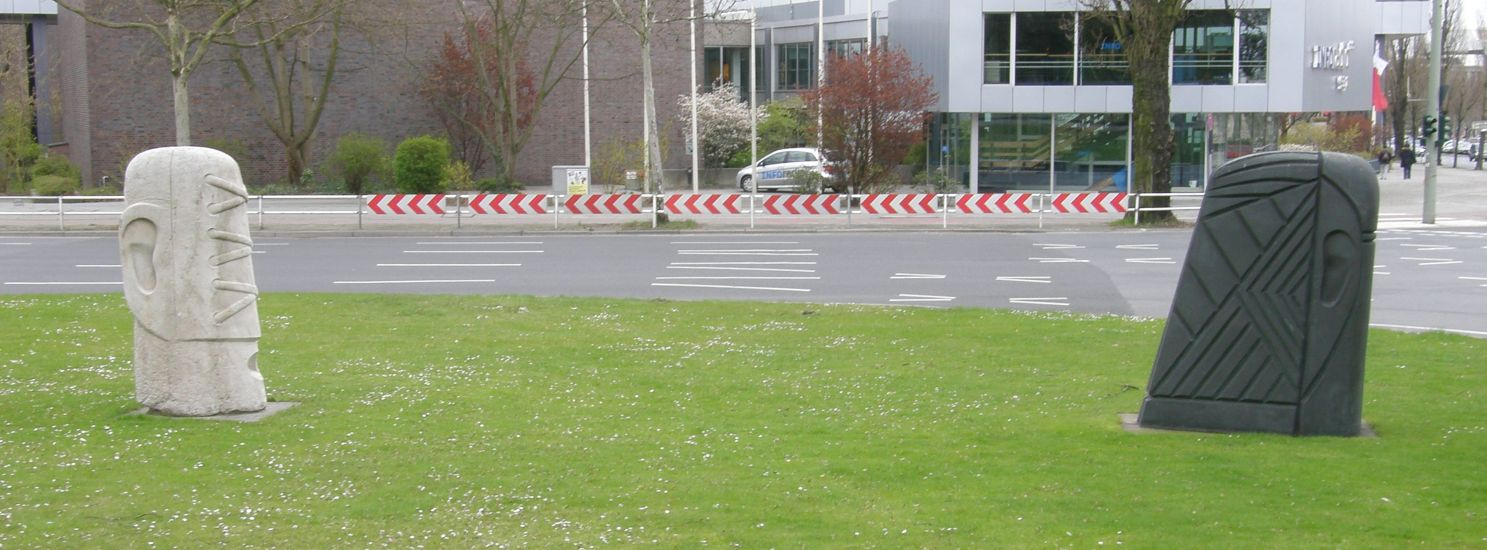
Zwei Köpfe